# Al-Hayat
Al-Hayat (arabisch الحياة al-Ḥayāt ‚Das Leben‘) war eine panarabisch und westlich orientierte Tageszeitung im arabischen Raum. Sie erschien in London.

## Geschichte
Die Zeitung wurde 1988 von Dschemil Mrowa und Adel Bishtawi in Beirut gegründet und im libanesischen Bürgerkrieg 1990 an den saudischen Kronprinzen Sultan al-Saud verkauft. Ihr Hauptsitz befand sich in Saudi-Arabien. Mit einer Auflage von fast 170.000 Stück gehörte sie zu den großen arabischsprachigen Zeitungen der Welt. Sie hatte ein Büro in Riad und erschien in Saudi-Arabien auch als Lokalausgabe.
Im März 2020 wurde die Zeitung aufgrund von finanziellen Problemen eingestellt.

## Inhalte
Al-Hayat war eine bevorzugte Plattform für linke oder liberale Intellektuelle. Im August 2007 wurde die Zeitung von der saudischen Regierung vorübergehend verboten, weil sie die königliche Familie der Saud kritisiert und Anweisungen des Informations- und Kulturministeriums missachtet hatte.